# Groupe communiste révolutionnaire de Colombie
Pour les articles homonymes, voir Groupe communiste révolutionnaire.
Le Groupe communiste révolutionnaire de Colombie (espagnol : Grupo Comunista Revolucionario de Colombia) est un groupe communiste en Colombie. Il fut fondé en 1982, par un groupe originaire de la Ligue marxiste-léniniste de Colombie.  Il est un membre fondateur du Mouvement révolutionnaire internationaliste,.